# Sho Kosugi
Shô Kosugi ou Sho Kosugi (17 de junho de 1948, Minato, Tokio, Japão), cujo nome original é Shōichi Kosugi (小杉 正一, Kosugi Shōichi), é um ator e artista marcial japonês.

## Biografia
Seu início dentro das Artes Marciais, foi devido ao sua frágil saúde e débil estado físico, os médicos recomendaram a seus pais que pratica-se Artes Marciais e desde então Kosugi jamais deixou de praticá-las.
Aos 5 anos e meio de idade começou a treinar Karatê, sendo que aos 18 anos já possuía, entre outros, o título de campeão de Karatê All-Japan.campeão Mirim.
Sho é sétimo Dan de Karatê, segundo Dan de Judô, e primeiro Dan de Aikidô, Kendo e Kobudo.
Aprendeu o manejo de diversas armas tradicionais como: Tonfa, Sai, Nunchaku, Bô, Katana, etc.
Aos 19 anos, decide morar nos Estados Unidos, com o sonho de ser jogador de Basebol, porém logo o Cinema se converteu em seu objetivo.
Lá conheceu o mestre Fumio Demura do estilo Shito-Ryu, com quem estabeleceu amizade. 
Treinaram juntos e percoreram várias cidades realizando demosntracões de Karate, em várias ocasioes o acompanhava Steven Seagal que realizava exibições de Aikido.
Nos Estados Unidos, Kosugi se licenciou em Ciências Econômicas e após 8 anos trabalhando de Ator coadjuvante, dublê e de figurante no Cinema, conseguiu atingir o seu primeiro papel de relevo, se envolveu com o Cinema de Artes Marciais em 1981 com o filme Ninja - A Máquina Assassina (Enter the Ninja), junto com Franco Nero e onde trabalhou o campeão de Karate Mike Stone.
Apesar de nunca haver treinado formalmente Ninjutsu, Sho Kosugi conseguiu fazer com que os espectadores acreditassem e conseguiu obter sucesso internacional como ator, durante os finais dos anos 70 e anos 80, participando em várias produções, com o selo de qualidade do estúdio Cannon Films, onde normalmente interpretava o papel de Ninja.
É pai de Kane Kosugi e Shane Kosugi. Após um tempo de descanso de filmes, iniciou em Hollywood, Califórnia um grupo de Taiko (são os tambores Japoneses). Hoje em dia, é considerado o primeiro ator japonês a atingir o patamar de Super star.
No Japão, é reconhecido como impulsor de escolas de atuação de artes marciais através do Instituto Sho Kosugi, que tenta ajudar jovens promessas, tanto nas áreas das artes marciais, bem como nas arte da ginástica, dança, interpretação, música e Taiko. Participou, dando a contribuição para os movimentos e voz no jogo Tenchu.
Em 2009 fez seu retorno aos filmes de ninjas com o filme Ninja Assassino (Ninja Assassin).
O ator é pai de Kane Kosuge, o Ninja Black/Jiraiya da série super sentai Ninja Sentai Kakuranger (1994/1995).

## Filmografia Parcial
- 2009 - Ninja Assassino (Ninja Assassin)
- 1992 - Jornada de Honra - Shogun Mayeda (Kabuto)
- 1989 - Fúria Cega (Blind Fury)
- 1988 - Contato Mortal (Black Eagle)
- 1984 - O Mestre Ninja (The Master)
- 1984 - Ninja 3 - A Dominação (Ninja III: The Domination)
- 1983 - A Vingança do Ninja (Revenge of the Ninja)
- 1981 - Ninja - A Máquina Assassina (Enter the Ninja)
- 1974 - O Poderoso Chefão - Parte II (The Godfather: Part II), Pedestre de casaco e chapéu (não creditado)